# 박서양 (의사)
박서양(朴瑞陽, 1885년 9월 30일 ~ 1940년 12월 15일 황해도 연안 출생)은 대한제국의 외과 의사, 화학자, 교육자이자 일제강점기의 외과 의사, 교육자, 독립운동가이다. 본명은 봉출, 봉주리이다.
백정 박성춘(朴成春)의 아들로 태어나 의료선교사 에비슨(Oliver R. Avison, 한국이름 '어비신'(魚丕信))과 친분이 있던 아버지 박성춘을 통해 제중원의학교에 입학하여 1908년 제1회 졸업생이 되었다. 졸업 후 오성학교, 중앙학교, 휘문학교 등에서 화학과 물리 과목을 맡아 학생들을 가르쳤으며, 세브란스 의학전문학교와 세브란스 간호원양성소의 교수로 재직했다. 1917년 만주 연길로 망명, 용정에서 구세의원을 운영하고 숭신소학교를 세워 학생들을 가르치기도 했으며, 독립운동에 투신하였다. 1935년 학교가 폐교당하자 귀국하여 의료활동을 하였다. 자는 봉출이며, 뒤에 서양으로 개명하였다.
박서양은 조선 말기 서양식 외과의사이자, 한국 최초의 전문학교(전문대학) 교수의 한 사람이었다. 일본 이름은 우에노 즈이요(植野瑞陽)이다.

## 생애

### 출생과 가계
1885년 9월 30일 한성부 장통방 관자동계 관자동에서 백정 박성춘과 그의 부인 조씨(趙氏)의 아들로 태어나 1908년 제중원의학교를 제1회로 졸업하였다. 그의 집안이 어떻게 박씨 성을 얻게 되었는가는 알려지지 않았다. 아버지 박성춘은 백정의 천한 신분으로 태어났지만 기독교를 접하고 새로운 사람이 되겠다는 뜻에서 이름을 성춘이라 하였다. 아버지 박성춘은 그뒤 서재필, 윤치호, 박정양, 유길준, 이상재 등과 함께 독립협회와 만민공동회의 한성부지역 연사, 간부로 활동하였다.
한편 황해도 연안 출신이라는 설로 보아 그의 선대는 황해도 연안에서 살았던 것으로 추정된다. 그의 집안은 백정의 집안으로 아버지 박성춘 역시 1862년 종로방 관자골 혹은 관철동에서 출생하였다. 그후 의료 선교사 에비슨(Oliver R. Avison, 한국이름 '어비신'(魚丕信))과 친교를 맺고 기독교 운동가로도 활동했고, 승동교회의 장로가 되었으며 나중에는 은행가가 되었다. 어머니는 조씨로 성씨가 있는 것으로 보아 몰락한 양반이나 평민층이었던 것으로 추정된다. 박서양 외에도 동생 또는 형인 박대양이 있었고, 여동생 박양빈과 1명의 여동생이 더 있었다. 여동생 박양빈(또는 박양무)은 예관 신규식의 조카인 의사 신필호와 정식으로 결혼하였다. 의사이자 개화된 집안이었던 신필호의 집안에서는 그의 집안이 백정 가문인 것을 개의치 않았다고 한다.
어머니 조씨의 친정 부모에 대해서는 알려지지 않았다. 뒤에 어머니 조씨가 사망하자 아버지 박성춘은 이한갑(李漢甲)과 강씨(姜氏)의 딸인 이신심(李信心, 1870년생)과 재혼하였다. 계모에게서는 이복 형제가 존재하는가 여부는 알려지지 않았다.
처음 이름은 봉출 또는 봉주리라 지었다가  성인이 된 뒤에 서양으로 개명하였다. 그의 어린 시절에 대한 기록은 미상이다. 그러나 봉출이라는 어릴적 이름과 함께 백정의 아들인데도 기억력이 좋고 글공부를 하려 하여 이를 딱하게 여긴 어느 선비가 자신의 사숙에 무료로 들게 하여 글과 성리학 학문을 가르쳤다 한다.

### 유년 시절
1893년(고종 30년) 9월 고종의 주치의 에비슨 선교사가 장티푸스에 걸린 아버지 박성춘을 살렸다. 이를 계기로 1894년 아버지 박성춘은 새뮤얼 F. 무어(Samuel F. Moore, 한국이름 '모삼율'(毛三栗, 1846∼1906)) 선교사를 만나 기독교로 개종하였다. 이후 무어 선교사는 백정과 그 자녀를 위한 선교, 교육사업을 시작하였다. 그 결과, 1895년에는 6명의 백정이 복음을 받아들였다고 한다. 박성춘은 1895년에 홍은동교회에서 정식으로 기독교 세례를 받았고 1911년 12월에는 한국 최초로 백정 출신의 장로가 되었다. 1894년 박서양은 무어 선교사가 설립, 운영하던 곤당골 교회 부속 예수학당에서 공부하게 되었다. 이로서 신학문을 받아들이게 되었다. 무어 선교사의 배려로 그는 신학문을 배우고 새로운 세계의 존재를 접하게 되었다. 그 역시 어려서 세례를 받고 기독교(북장로교)로 개종하였다.
1896년 처음으로 호적에 오르게 되었다. 에비슨 등 선교사들의 지속적인 노력으로 1896년 2월 백정(屠漢)들에게도 면천(免賤)이 실질적으로 허용되어 평민들과 같이 갓[漆笠]을 착용할 수 있었으며, 1896년 9월 백정들도 호적에 오를 수 있게 되었다. 그는 호적을 소중히 보관했고 이는 그의 아들과 손자에게로 이어졌다가 후에 그의 손자들이 호적과 자료들을 일부 공개하고, 연세대학교에 기부함으로써 그의 가계와 활동에 대한 것이 일부 알려지게 되었다. 한편 그는 1898년 의료선교사 에비슨과 친분이 있던 아버지 박성춘을 통해 에비슨을 찾아갔고, 그 해부터 제중원에서 허드렛일을 시작하였다.

### 의학원 수학과 간호사 활동

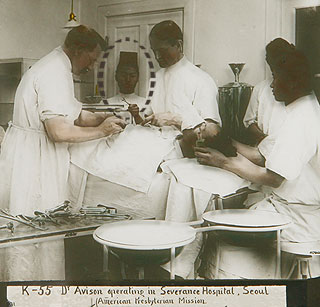
1904년 에비슨 박사의 외과수술을 보조하는 박서양

1899년(광무 2년) 3월 에비슨이 안식년을 맞아 고국으로 돌아갔고, 그는 그해 1월 경성학당에 입학하여 6월 14일에 졸업하였다. 1899년(광무 2년) 12월 조안의숙의 교사가 되었으며 1900년 9월 에비슨이 안식년을 마치고 귀국하였다. 1900년 아버지 박성춘의 간곡한 부탁으로 그해 10월 제중원 의학교(후의 세브란스 의학전문학교)에 입학하였다. 처음 허드렛일을 시켜 그의 됨됨이를 본 에비슨은 그를 의학교에 입학시켰다. 1904년 에비슨이 제중원의 후신인 세브란스 병원을 개업하자 박서양은 조선인 병원 조수가 되어 낮에는 의료활동을 돕고 밤에는 야간반 학생이 되어 공부하였다.
1905년 박성춘과 박서양은 무어를 만나 곤당골교회에 나갔다.
1906년 제중원 의학교 재학 중 홍석후, 이승만, 김규식, 이교승 등과 함께 황성기독청년회에 나가 학생들의 교육을 맡았다. 특별히 그는 YMCA 학당의 부학감(부교감)을 맡아보기도 했다. 또한 제중원 의학교 재학 중 윤치오, 유길준 등의 중앙학교에 초빙되어 화학을 가르쳤으며 이후 낮에는 소학교 교사로 밤에는 의학부 학생으로 다녔다. 또한 제중원의 의사 조수로 활동하면서 의사의 수술을 보조하였다.
그의 이름은 대한매일신보(1907년 10월 23일)의 기사에도 나오는데, "난산(難産)의 고통을 겪고 있던 서울 합동의 김부인을 제중원 의사 허스터씨와 의학생 박서양씨가 소생시켰다"는 것이다.

### 졸업과 교사 생활

1908년 6월 13일 제중원 의학교 졸업사진의 한 장
(가운데 오른쪽이 박서양)

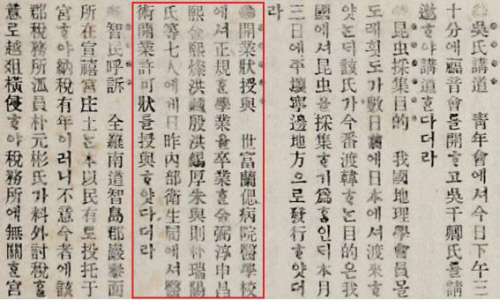
박서양, 신창희 외 5명에게 의사면허 수여를 보도한 기사, <황성신문> 1908년 6월 7일자

최초로 영어를 배웠으나 영어가 어려웠고, 그의 동기 여섯 명 중에서 세 명이 중간에 자퇴한 뒤에도 그는 끝까지 남아 있었다고 한다. 1908년(융희 2년) 6월 3일 제중원 의학교를 졸업하여 제1회 졸업생이 되고 6월 4일 의사 면허를 받았다.
세브란스가 처음 제대로 훈련받은 의사를 졸업시킨 것은 1908년 6월 3일이었는데, 첫 졸업식에서는 7명이 졸업했다. 김필순, 신창희, 김희영, 홍종은, 홍석후, 주현측, 박서양 등 7명이다. 졸업 직후 박서양은 기존에 출강하던 중앙학교 외에 오성학교, 중앙학교, 휘문학교 등에서 화학과 물리를 가르쳤으며, 세브란스 의학전문학교 교수와 세브란스 간호원양성소의 교수로도 재직했다.
한국 초기 의사였던 그는 고종황제의 진료를 보기도 했다. 독실한 장로교 신앙인이었던 그는 교회 일에도 적극적으로 참여하였다. 한편 그가 다니던 홍은동교회 내에서 백정 출신인 박성춘과 박서양 부자의 역할이 커지자 양반들과의 갈등으로 교회가 분열되는 어려움을 겪는 원인이 되기도 하였다.
그는 대한제국기 조선 초기 외과의사와 화학교사였다. 그는 졸업 후 모교에서 해부학을 가르쳤다. 또한 서울 승동교회에서 설립한 승동학교에 화학교사로도 출강하였다. 그는 직접 학생들을 상대로 산소와 수소를 이용한 공개 화학실험을 선보이기도 했다. 그러나 학생들은 박서양이 백정 출신이라는 점을 들어 교사인 그를 무시했다. 학생들이 그의 신분을 문제 삼아 천시한 적이 있다. 그러자 그는 나는 백정이다 라며 내 신분보다 나의 기술을 볼 것을 호소했다. 그는 "내 속에 있는 오백년 묵은 백정의 피를 보지 말고 과학의 피를 보고 배우라"고 했다고 한다.

### 의료, 교육활동과 독립운동
1909년 2월 승동학교에 음악학과를 설치되자 음악학과 학과장이 되었다. 1909년 9월 콜레라가 창궐하자 김필순, 김희영, 안상호, 이석준, 박용남, 장기무, 한경교, 정윤해 등과 함께 자발적으로 방역 활동을 하기도 했다. 1910년(융희 4년) 세브란스의학교의 화학 담당 강사가 되어 2학년 화학을 한 주에 6시간 강의하였다.
1913년 세브란스의학전문학교의 조교수로 임명되었다. 이로서 한국인 최초의 전문학교 교수의 한 사람이 되었다.
1913년부터는 외과학 교실의 조교수와 부교수 역임하면서 병원 외과 환자를 진료하였다.
이후 1917년 만주 길림성 연길 용정(龍井)으로 이주해 구세의원(救世醫院)을 개업하여 의료 활동을 하고, 교회를 설립하였다. 이어 그해 6월 30일 숭신소학교(崇信小學校)를 세워 교장이 되고, 직접 한 반을 맡아 학생들을 교육했다. 그는 교사 5명을 초빙하여 첫 반 28명의 학생들을 가르쳤고, 이후 연길현 27개 학교의 연합운동회에도 적극 참여하였다. 그는 소학교를 세워 아이들을 가르쳤을 뿐 아니라 독립군들의 의료도 도맡아 하였다고 한다. 그는 자신의 학교에 신분, 반상의 차별을 받지 않고 학생들을 받아들여 무료로 가르쳤으며 실력이 우수한 학생들의 중학교, 고등보통학교 진학을 주선해 주기도 했다.
그러나 1919년 3월 숭신소학교 학생들이 만세운동에 참가했다가 일제에 의해 일시 폐교당하기도 했다. 이후에는 독립운동 단체였던 대한국민회에 가입하여 독립운동에 뛰어들었으며, 대한국민회 군사령부에서 군의관을 맡기도 했다. 1919년 대한국민회 군의가 되었고, 1920년 5월 대한국민회 홍범도의 대한독립군, 최진동의 북로독군부 등과 연합 정책 전개함에 따라 만주에서 벌어진 의병 전투에도 종군하였다. 1921년 숭신소학교의 학급을 증설, 4학급에 남자 25명, 여자 15명의 학생을 추가로 받아들이고 교사 5명을 더 충원하였다. 1923년 첫 졸업생 28명을 배출하였다.
1923년 8월 21일 숭신학교에서 간도 지역의 조선인학교 운영자들과 간도교육협회의 조직에 참여하였다. 박서양은 집행위원의 한 사람이 되었고 김영학을 회장으로 선출하였다. 한편 1924년 2월 김성수, 송진우 등의 부탁으로 동아일보 간도지국의 총무 겸 특파 기자 일을 맡아보기도 했다. 1924년 6월 연합 운동회에 간도 전체 48개 학교가 참여하였고 숭신소학교에서 이를 주관하였다. 그러나 이때 간도 총영사가 숭신학교를 불령선인이 건립한 배일학교라 보고하여 이를 해명, 폐교 위기를 겨우 모면하기도 했다.
1924년 12월 구세의원에서 무료 환자 3,315명, 유료 환자 6,416명을 진료하였다. 1927년 학교 유지를 위해 적극 노력하였으나 간도 일본영사관의 탄압을 받았고, 1929년에는 학교 존폐 문제로 기금을 마련 숭신소학교 유지회 조직하였다. 그러나 1929년 숭신소학교 학생들도 광주학생운동에 참여하였다.

### 귀국과 최후
1930년 2월 19일 그의 숭신소학교 학생 120여 명도 광주학생운동과 제2차 서울만세운동에 호응하여 연길 시내 중심가에서 만세를 부르며 시위를 벌이다가 20여 명이 체포되어 연행되었다. 한편 1931년 만주사변 발생하고 박서양의 동생 박대양이 세브란스연합의학전문학교를 졸업하였다.
1932년 6월 윤봉길 의거 사건 직후 그의 숭신소학교는 불온사상을 고취한다는 이유로 일본 영사관 경찰에 의해 임시로 폐교당했다가 다시 복교되었으나 1935년 최종 폐교당하고 만다.
일제의 탄압으로 숭신학교가 폐교되고 독립운동 기반이 무너지자 1936년 귀국하여 고향인 황해도 연안에서 개인 병원을 운영하다가 1940년 지병으로 인해 12월 15일 오전 6시 고양군 은평면 수색리 165번지 자택에서 55세의 나이로 사망했다.
1940년 창씨개명이 강요되자 그해 8월 1일 성을 우에노(植野)로 개명하였다.

### 사후
사후 은평면 수색리(현 서울특별시 은평구 수색동)의 야산에 안장되었다가 1960년대 경기도 고양군 도시 개발과 함께 어디론가 이장하였으나 이장지가 알려지지 않아 결국 실전되었다.
동생(또는 형) 박대양과 그의 아들 두 명도 모두 세브란스 의학전문학교에서 수학하였으나 그의 큰아들은 1학년 재학 중 자퇴하였다. 딸 박인애는 에비슨 박사의 부인이 남대문에 세운 세브란스 유치원의 교사로 추천되어 1922년 11월부터 세브란스 유치원의 교사로 근무했다.
다른 아들 박경철은 배재고등학교에서 영어 교사였고, 증손자 박종범은 칠레 데사로스 대학 경영학과 교수로 활동하였다. 6.25 전쟁 때 그의 가족은 뿔뿔이 흩어졌으나 손자 박연수가 칠레로 이주하여 정착하였다.
2008년 8월 15일 독립 운동의 공로로 대한민국 정부로부터 건국포장이 추서되었다.

## 기타 활동

### 학생들의 무시와 냉대
그는 1906년 제중원 의학교 재학 중 황성기독청년회의 화학 강사였고, 또한 중앙학교에 초빙되어 화학을 가르쳤으며 낮에는 소학교 교사로 밤에는 야간반 학생이었다. 1908년(융희 2년) 6월 3일 제중원 의학교 졸업 후에는 오성학교, 중앙학교, 휘문학교 등에서 화학과 물리를 가르쳤으며, 세브란스 의학전문학교 교수와 세브란스 간호원양성소의 교수로도 재직했다.
1909년 2월 승동학교에 음악학과를 설치되자 음악과의 과장이고 1910년(융희 4년) 세브란스의학교의 화학 담당 강사였으며 1913년 세브란스의학전문학교의 조교수로 임명되었다.
그러나 학생들은 박서양이 백정 출신이라는 점을 들어 교사인 그를 무시했다. 학생들이 그의 신분을 문제 삼아 천시한 적이 있다. 그러자 그는 나는 백정이다 라며 내 신분보다 나의 기술을 볼 것을 호소했다. 그는 "내 속에 있는 오백년 묵은 백정의 피를 보지 말고 과학의 피를 보고 배우라"고 했다고 한다. 교육자로 활동했지만 평민 출신과 양반 출신 학생들의 무시와 냉대, 조롱은 그를 오래도록 괴롭혔다.

### 기록 실전과 사후 재조명
박서양의 기록과 자료는 대부분 사라지거나 유실, 인멸되었다. 한일합방이 된 후 1917년 돌연 만주로 떠나면서 그는 국내에선 잊혀졌다. 그는 연길에서 구세(救世)병원을 세우고 숭신(崇信)학교를 지었다. 한국인을 위한 진료와 교육 활동을 했다. 만주 지역의 독립무장투쟁단체인 대한국민회 군사령부의 군의(軍醫)로 임명돼 활동하기도 했다.
중국에서 독립운동을 한 것은 그의 졸업 동기인 김필순이나 주현측, 신창희도 마찬가지였다. 그러나 그가 만주로 떠난 뒤 그의 행적은 단지 일제가 남긴 군(軍) 기밀서류에만 남아 있었다. 잊혀졌던 박서양의 독립운동 기록은 박형우 연세대학교 의대 교수가 발굴했다. 이 기록으로 그는 숨진 지 68년이 지난 2008년에 정부로부터 '건국포장'을 받았다. 그의 뒷얘기는 칠레로 이민 간 그의 손자(74)가 2005년 귀국하면서 알려졌다. 박서양에 대한 자료와 기록들은 2005년과 2008년 이후 그의 손자들과 후손들이 일부 공개함으로써 비로소 다시 알려지게 되었다.

## 가족 관계
박서양은 3남 3녀를 두었다. 그의 누이 박양빈(또는 박양무)은 단재 신채호의 일족이자 예관 신규식의 조카인 의사 신필호와 결혼하였다. 신필호 역시 세브란스의학전문학교 출신으로 그의 제중원의학교(세브란스의학전문학교로 개명되었다.)의 후배였다. 박서양은 1897년경 경주 이씨인 이성옥의 딸과 결혼하여 3남 3녀를 두었다.
- 아버지 : 박성춘(朴成春, 1862년 - 1933년)
- 어머니 : 조씨
  - 동생 또는 형 : 박대양
  - 여동생 : 박양빈(朴陽斌, 또는 박양무) 외 1명
- 계모 : 이신심(李信心, 1870년 - ?)
- 부인 : 경주 이씨(1883년 - 1949년 4월 19일[10])
  - 딸 : 박인애(1901년 5월 - ?, 세브란스 유치원 교사 역임)
  - 아들 : 박경철(? - ?, 배재고등학교 영어 교사 역임)
    - 손자 : 박연수(1936년 - )
- 장인 : 이성옥(본관은 경주)
- 장모 : 김씨

## 박서양이 등장하는 작품
그를 모델로 한 2010년 SBS 드라마 제중원이 방송되었다.
2013년 5월 31일 KBS 1TV KBS 파노라마에서 다루었다.

## 같이 보기
| - 백정 - 제중원 - 박성춘 - 에비슨 - 임꺽정 - 형평사 운동 - 서재필 - 윤치호 - 박정양 - 유길준 - 이승만 - 김규식 - 윤치왕 | - 세브란스의학전문학교 - 광혜원 - 박대양 - 신필호 - 신채호 - 신규식 - 윤보선 - 김구 | - 빔라오 람지 암베드카르 - 하시모토 도루 - 노나카 히로무 - 미쿠니 렌타로 - 마쓰모토 지이치로 |

## 참고자료
- 박서양, 한국 최초 서양의 알고보니 ‘백정 자식’ 애달픈 사연
- 의사 출신 독립운동가 신창희·박서양 선생 - 청년의사 08.08.15
- 한국 최초 의사 박서양의 독립운동 행적 밝혀낸 박형우 - 시민연합뉴스 07.03.26
- ‘백정 의사’와 알렌, 함께 일했나[깨진 링크(과거 내용 찾기)] CNB저널
- 신분의 벽 뛰어넘은 대의(大醫) 독립운동가 박서양 [세브란스 웹진 2011년 5월호]
- "백정의 아들, 세상을 치유하러 광야로 나서다"
- 백정 아들로 태어나 조선 최초 의사로... 문화일보 2009.08.18
- KBS 제19호 발행일 2010.9.1 - 한국의 백정(白丁) 제도를 폐지시킨 하나님의 역사
- 환자에게 '흉기' 들이댄 의사, 이런 사람이었다

## 관련서적
- 박형우, 《한국근대 서양의학 교육사》(청년의사, 2008)
- 박은배, 《하나님의 호흡》 (새로운사람들, 2009)
- 민경배, 《한국교회의 사회사》 (연세대학교 출판부, 2008)
- 김학은, 《루이스 헨리 세브란스 그의 생애와 시대》 (연세대학교 출판부, 2008)
- 서정민, 《제중원과 초기 한국기독교》 (연세대학교 출판부, 2003)
- 박연아, 《제중원》 (도서출판 자람, 2009)